# وزیر اعظم پنانگ
وزیر اعظم پنانگ (به انگلیسی: Chief Minister of Penang) رئیس دولت در ایالت پنانگ، مالزی است. طبق عهدنامه، وزیر اعظم رهبر حزب اکثریت یا بزرگ‌ترین حزب ائتلافی در مجلس قانونگذاری ایالتی پنانگ است. اقامتگاه رسمی وزیر اعظم، سری تراتای در شهر جرج تاون است.
چو کن یو، وزیر اعظم کنونی و پنجمین وزیر اعظم است، که در روز ۱۴ مه سال ۲۰۱۸ به‌طور رسمی عهده‌دار این مسئولیت گردید. چو، جانشین هم حزبی خود لیم گوان انگ گردید که بین سال‌های ۲۰۰۸ تا ۲۰۱۸ به عنوان وزیر اعظم خدمت کرد.